# Hylomantis granulosa
Espèce
Synonymes
- Phyllomedusa granulosa Cruz, 1989 "1988"
- Agalychnis granulosa (Cruz, 1989)

Statut de conservation UICN

 LC  : Préoccupation mineure
Hylomantis granulosa est une espèce d'amphibiens de la famille des Phyllomedusidae.

## Répartition
Cette espèce est endémique du Brésil. Elle se rencontre dans le Pernambouc à Recife et dans l'État de Bahia à Amargosa du niveau de la mer à 700 m d'altitude.

## Description
Les mâles mesurent de 34,8 à 37,4 mm et les femelles de 37,0 à 38,7 mm. Le mâle holotype mesure 37,4 mm.

## Publication originale
- Cruz, 1989 "1988" : Sobre Phyllomedusa aspera e a descrição de uma espécie nova deste gênero (Amphibia, Anura, Hylidae). Arquivos da Universidade Federal Rural do Rio de Janeiro, Rio de Janeiro, vol. 11, p. 39-44 (texte intégral).